# Mannophryne oblitterata
Mannophryne oblitterata (лат.) — вид бесхвостых земноводных из семейства Aromobatidae.
Этот вид встречается в штатах Гуарико и Миранда, в центральной части прибрежного леса Венесуэлы на высоте между 150 и 750 м. Живёт на берегах стремительных потоков в первичных влажных лесах низменности. Яйца откладываются в гниющие листья на лесной почве. Головастики, предположительно, переносятся на спинах самцов к потокам, где развиваются дальше, как и у родственных видов.